# Bent Bøgsted
Bent Gunnar Bøgsted (født 4. januar 1956)  en dansk politiker som siden 18. august 2022 har repræsenteret Danmarksdemokraterne i Folketinget. Han har været folketingsmedlem valgt i Nordjyllands Amtskreds (til 2007) og Nordjyllands Storkreds siden 2001 og repræsenterede Dansk Folkeparti indtil februar 2022 hvor han meldte sig ud af partiet, og blev løsgænger indtil august. Bøgsted var Dansk Folkepartis beskæftigelsesordfører i perioden 2001-2022. Han var medlem af byrådet i Frederikshavn Kommune 2010-2011.

## Baggrund
Bent Gunnar Bøgsted blev født den 4. januar 1956 i Brønderslev, Serritslev Sogn som søn af forhenværende landmand Mandrup Verner Bøgsted og Kirsten Margrete Bøgsted.
Han er gift med Hanne Bøgsted, med hvem han har syv børn, heriblandt folketingsmedlem Kristian Bøgsted.

## Politisk karriere
Han var formand for Dansk Folkeparti i Sæby/Dronninglund fra 1999 og opstillet til kommunal- og amtsrådsvalgene i 1997 og 2001.[kilde mangler]
Han er medlem af bestyrelsen i Skæve Borgerforening fra 2001, af bestyrelsen for Dronninglund Gymnasium og af bestyrelsen i Kommuneforeningen i Nordjylland fra 1998 samt medlem af Hjemmeværnets Distriktsudvalg Nordjylland fra 1998.[kilde mangler]
Han var Dansk Folkepartis folketingskandidat i Hobrokredsen 2001-2004, i Fjerritslevkredsen og Aalborg Østkredsen 2004-2007, i Brønderslevkredsen 2007-2010 og i Frederikshavnkredsen 2010-2022. Bøgsted har siddet uafbrudt i Folketinget siden folketingsvalget 2001, og var Dansk Folkepartis beskæftigelsesordfører 2001-2022. I perioden 2015-2019 var han formand for Folketingets Beskæftigelsesudvalg. Han var tingsekretær 2007-2022.
Bøgsted stillede op til kommunalvalget 2009 i Frederikshavn Kommune og blev valgt til byrådet. Efter folketingsvalget 2011 hvor Dansk Folkeparti gik fra at støtteparti til regeringen til oppositionsparti, udtrådte han af byrådet pr. 1. november 2011 for at kunne være til stede i Folketingssalen om onsdagen hvor ministrene svarer på spørgsmål, samme ugedag som der var byrådsmøder i Frederikshavn. Hans afløser i byrådet var hans kone, Hanne Bøgsted.
I januar 2022 meddelte Bøgsted at han efter 20 år i Folketinget ikke ville genopstille ved næste folketingsvalg. Fire uger efter at Morten Messerschmidt var blevet valgt til ny formand for Dansk Folkeparti, meldte han sig i februar 2022 ud af partiet sammen med flere andre folketingsmedlemmer efter en kraftig kritik af Messerschmidts ledelsesstil. Han var løsgænger i Folketinget til august 2022 hvor han skiftede til Danmarksdemokraterne.

## Hæder
27. april 2012 blev han udnævnt til Ridder af Dannebrog efter 10 år i Folketinget. Han fik ridderkorset af 1. grad 23. april 2020.